# Пакистан на Зимским олимпијским играма 2010.
Пакистану је ово било прво учешће на Зимским олимпијским играма. Пакистанску делегацију, на Зимским олимпијским играма 2010. у Ванкуверу представљао је један такмичар који је учествовао у једној дисциплини алпског скијања.
Пакистански олимпијски тим је остао у групи екипа које нису освојиле ниједну медаљу.
Заставу Пакистана на свечаном отварању Олимпијских игара 2010. носио је једини пакистански такмичар алпски скијаш Мухамед Абаз.

## Алпско скијање

### Мушкарци
| Такмичар     | Дисциплина | Резултати    | Резултати    | Резултати | Резултати | Резултати           |
| Такмичар     | Дисциплина | 1. трка      | 2. трка      | Укупно    | Заостатак | Пласман/ук. (учес.) |
| ------------ | ---------- | ------------ | ------------ | --------- | --------- | ------------------- |
| Мухамед Абаз | Велеслалом | 1:38,27 (87) | 1:42,31 (79) | 3:20,58   | 42,75     | 79 / 81 (103)       |